# Triaxomera marsica
Triaxomera marsica Petersen, 1984 è un lepidottero appartenente alla famiglia Tineidae, endemico dell'Italia continentale.

## Distribuzione e habitat
La specie è stata registrata nel solo parco nazionale d'Abruzzo, Lazio e Molise e nel territorio circostante.

## Tassonomia
Triaxomera marsica Petersen, 1984 - Reichenbachia 22: 142 - locus typicus: Italia centrale, Parco Nazionale d'Abruzzo, M. la Rocca, 6 km SW Pescasseroli, 1600–1950 m.